# Пшеменчанкі
Пшеменчанкі (пол. Przemęczanki) — село в Польщі, у гміні Радземиці Прошовицького повіту Малопольського воєводства.
Населення — 160 осіб (2011).
У 1975-1998 роках село належало до Краківського воєводства.

## Демографія
Демографічна структура станом на 31 березня 2011 року:
|          | Загалом | Допрацездатний вік | Працездатний вік | Постпрацездатний вік |
| -------- | ------- | ------------------ | ---------------- | -------------------- |
| Чоловіки | 76      | 17                 | 51               | 8                    |
| Жінки    | 84      | 24                 | 41               | 19                   |
| Разом    | 160     | 41                 | 92               | 27                   |